# Aggadà
L'aggadà o aggadah (arameu אגדה: 'contes'; plural Aggadot o pels asquenazites, en jiddisch, aggados) designa la interpretació homilètica i no legalista dels texts de la literatura rabínica clàssica. En general l'Aggadà és el compendi dels sermons dels rabins que incorpora el folklore, les anècdotes històriques, les exhortacions morals i consells pràctics de diversos camps, des dels negocis a la medicina.

## L’aggadàcom a part de la llei jueva oral
L'Aggadà és part de la Torà oral que proporciona la interpretació autoritzada de la llei escrita, en aquest sentit l'Aggadà és un medi de transmissió d'ensenyances fonamentals o d'explicació dels versos de la Tanakh. Se sobreentén que l'Aggadà conté també una dimensió al·legòrica amagada. En general quan la interpretació literal contradiu la racionalitat, els rabins cerquen una explicació al·legòrica.

## Compilacions de l'aggadà
- Ein Yaakov
- Séfer ha-Aggadà (El llibre de legendes) de la mixnà, els dos Talmuds i la literatura midraix * Llegendes dels jueus, síntesi feta per Rabí Louis Ginzberg.
- Mimekor Yisrael, per Micha Yosef (bin Gorion) Berdichevsky. Compilació de folklore i llegendes jueves
- La col·lecció de treballs de Dov Noy. Amb 23.000 contes populars classificats.
- Exposició "Hagadàs Barcelona. L'esplendor jueva del gòtic català". Exposició realitzada pel Museu d'Història de Barcelona i que recull una mostra àmplia d'aggadàs.